# 루퍼
《루퍼》(영어: Looper)는 2012년에 개봉한 미국의 SF 스릴러 영화로 라이언 존슨이 각본과 연출을 맡고, 람 베르그만 등이 제작했다. 브루스 윌리스, 조지프 고든레빗, 에밀리 블런트가 출연한다. 시간 여행으로 전송된 사람들을 살해하는, 일명 "루퍼"로 불리는 청부 살인 업자들을 이용하는 범죄 조직을 중심으로 전개되는 영화이다. 3,000만 달러 예산으로 1억 7,600만 달러 수익을 거두었고 높은 평가를 얻었다. 2012년 제37회 토론토 국제 영화제 개막 상영작으로 선택되었고, 미국에서 2012년 9월 28일 개봉했다.

## 출연
- 조지프 고든레빗 - 조 역
  - 브루스 윌리스 - 나이 든 조 역
- 에밀리 블런트 - 세라 역
- 폴 데이노 - 세스 역
  - 프랭크 브레넌 - 나이 든 세스 역
- 노아 시건 - 키드 블루 역
- 파이퍼 페러보 - 수지 역
- 제프 대니얼스 - 에이브 역
- 피어스 개그넌 - 시드 역
- 쉬칭 - 나이 든 조의 아내 역
- 트레이시 톰스 - 비어트릭스 역
- 개릿 딜러헌트 - 제시 역
- 닉 고메즈 - 데일 역
- 실비아 제프리스 - 이웃 소녀 역

## 제작

### 개발

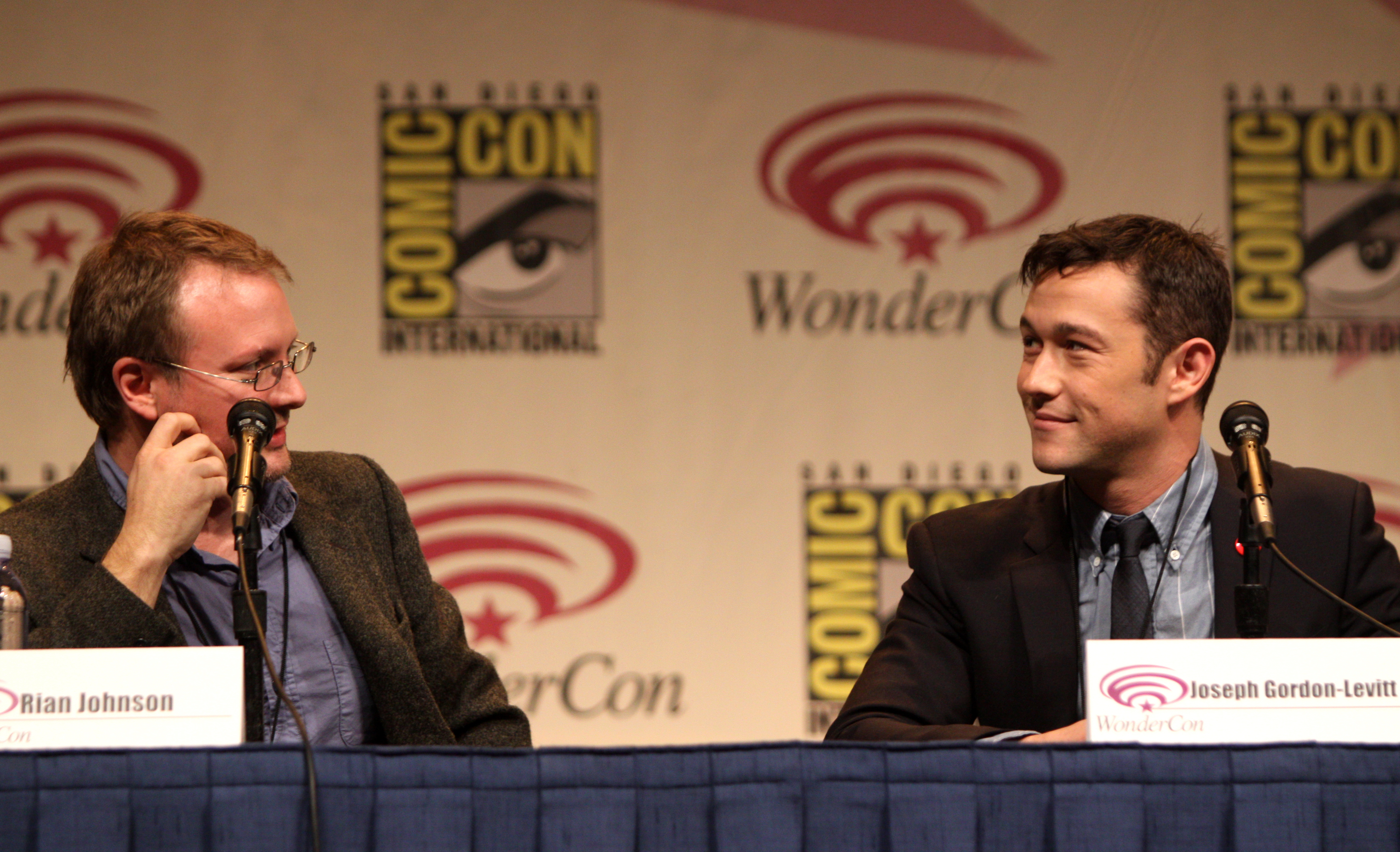
2012년 원더콘에서 진행된 《루퍼》 프로모션에서 대담하는 라이언 존슨과 조지프 고든레빗

《루퍼》는 라이언 존슨이 각본과 연출을 맡았다. 2008년 《블룸 형제 사기단》이 개봉한 뒤 존슨은 자신과 영화 두 편을 제작한 바 있던 제작자 람 베르그만과 다시 팀을 짰다. 이들의 목표는 2009년까지 《루퍼》의 제작을 시작하는 것이었다.

### 섭외
2010년 5월 조지프 고든레빗이 주역 중 한 명으로 기용되었고, 《프리미엄 러쉬》(2012)를 완성한 뒤 촬영에 들어가기로 하였다. 같은 달에 브루스 윌리스 역시 기용되었다. 10월에는 에밀리 블런트가 고든레빗과 윌리스에게 합류했다. 노아 시건, 제프 대니얼스, 파이퍼 페러보는 2011년 1월 발탁되었다.

### 촬영
촬영은 2011년 1월 24일 루이지애나주에서 개시되었다. 분장 담당 카즈 히로는 고든레빗이 작중에서 착용한 인공 신체 부위를 제작하여 윌리스와 그가 육체적으로 닮게 만들었다. 영화 음악은 라이언 존슨의 사촌 네이선 존슨이 작곡했다.

### 후반 작업
영화 매체에서 다루는 시간 여행과 영화 《루퍼》에 대해 라이언 존슨은 이렇게 설명한다.
본작은 시간 여행을 소재로 한 영화이지만, 그 재미는 시간 여행에서 비롯된 게 아닙니다. 《프리머》(2004) 같은 영화와는 다른 것이, 예컨대 해당 영화의 즐길 거리 대다수는 복잡성의 활용에 기인하고 있어요. 저는 《루퍼》를 시간 여행이 불러온 상황에 등장인물들이 어떻게 대처할 것인지에 더 중점을 두는, 등장인물을 기반으로 하는 영화로 제작하고 싶었어요. 그래서 가장 큰 어려움은 규칙과 형식을 설명하느라 영화 전체를 소모하지 않으면서도 관객의 직관적인 수준에 맞춰 집어넣는 방법을 강구하고, 이걸 넘어가서 줄거리 핵심을 다루는 거였어요.

라이언 존슨은 《터미네이터》, 《위트니스》, 《아키라》, 《동몽》, 《12 몽키즈》, 《타임크라임》, 《세계의 끝과 하드보일드 원더랜드》에서 영감을 받았다고 밝혔다.